# 蒙托里奥勒
蒙托里奥勒（法語：Montauriol，法語發音：[mɔ̃toʁjɔl] ⓘ）是法国东比利牛斯省的一个市镇，属于塞雷区。

## 地理
蒙托里奥勒（42°34'33"N, 2°43'28"E）面积11.1 平方千米，位于法国奧克西塔尼大區东比利牛斯省，该省份为法国大陆部分最南部的省份，涵盖了北加泰罗尼亚，北起奥德省，西接阿列日省和安道尔，南与西班牙接壤，东临地中海。
与蒙托里奥勒接壤的市镇（或旧市镇、城区）包括：泰拉茨、富尔克、托代尔、约罗、奥姆斯、卡尔梅耶、卡沙斯、卡斯泰尔努。

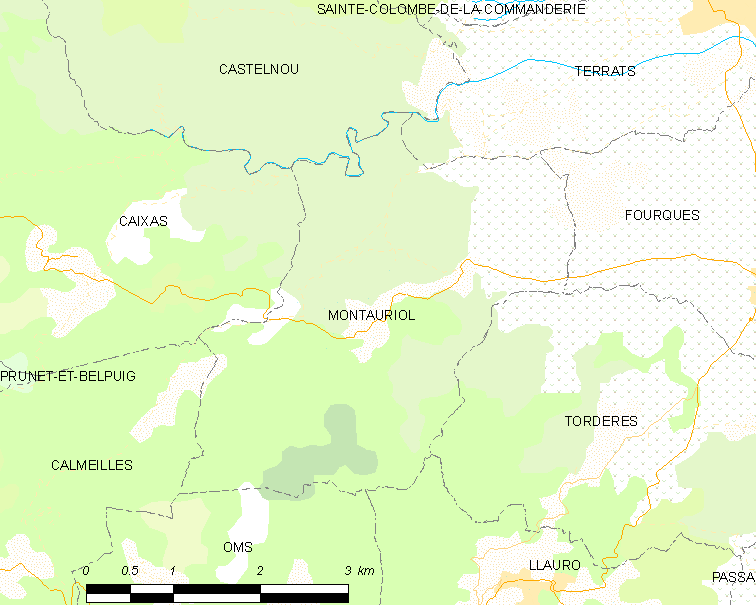
蒙托里奥勒的OSM定位图

蒙托里奥勒的时区为UTC+01:00、UTC+02:00（夏令时）。

## 行政
蒙托里奥勒的邮政编码为66300，INSEE市镇编码为66112。

## 政治
蒙托里奥勒所属的省级选区为莱萨斯普尔县。

## 人口

1962-2008年间蒙托里奥勒人口变化图示

蒙托里奥勒于2022年1月1日时的人口数量为251人。